# 間違いの悲劇
『間違いの悲劇』（まちがいのひげき、The Tragedy of Errors ）は、1999年に刊行されたエラリー・クイーンの推理小説短編集。
同名の未完成長編のシノプシス、および、短編集未収録の中短編を収録している。アメリカ版では6編の中短編が収録されているが、東京創元社版（2006年）では同じく短編集未収録であった『結婚記念日』が追加されている。
本記事は東京創元社版（2006年）に準拠する。

## 収録作品
動機 （The Motive ）
あらすじ
農夫の息子トミーが行方不明になる。図書館司書のスーザンは、幼なじみのリンク副保安官に捜索を依頼するがトミーは見つからない。それから半年後、トミーは後頭部を強打され、死後約半年が経過した死体となって発見される。
その後、カフェの主人と「独裁者」と呼ばれる貴婦人が相次いで殺される。全く手がかりが無くお手上げ状態で村中から白眼視されていたリンクだが、トミーの父親がトミーの発見現場でガラスの破片を拾っていたことを思い出す。それは、自動車のヘッドライトの破片であった。
それによってリンクは、トミーが自動車事故により死亡したこと、そして犯人に気付く。だがその時すでに、犯人は「独裁者」がカフェの主人から買った中古車を押しつけられたスーザンを殺そうとしていた。

結婚記念日 （Wedding Anniversary ）
あらすじ
エラリーは、ライツヴィルにて妻と死別して再婚した宝石商バウエンフェルのパーティーに出席する。しかし、バウエンフェルしか飲まない特注のリキュールに毒が盛られていた。死の間際、心当たりは無いかというエラリーの問いかけに対してポケットからダイヤモンドを取り出すが、一言も残さずに息絶える。
エラリーは、宝石商にとってダイヤモンドは30を意味することから、バウエンフェルは30と言いたかったのだと考える。そして、バウエンフェルの今は亡き前妻の30歳の誕生日が今日であることから、嫉妬深かった前妻が生前に毒を盛っていたという結論を導き出す。
備考
前妻は25歳で娘を産んだこと、その娘は現在5歳であることから今日は前妻の30歳の誕生日であるとエラリーは語っている。しかし実際には、娘が5歳になってから最初に迎える誕生日では31歳になるはずであるとエラリー・クイーン・ファンクラブの会員に指摘されている。

オーストラリアから来たおじさん （Uncle from Australia ）
あらすじ
エラリーはロンドンの下町なまりで話すハーバード・ホールから、3人の身内に対する遺産相続について相談したいという電話を受ける。しかし、エラリーがホテルに着くと、ハーバードはナイフで刺されていた。
3人の内の誰かにやられたに違いないと考えたエラリーは誰にやられたかハーバードに尋ねるが、「ホール」とだけ答えて息絶えてしまう。3人ともホール姓であるため犯人を特定するのは困難に思われたが、エラリーはハーバードにHが勝手についたりつかなかったりするロンドンの下町なまりがあったため、そこから犯人を導き出す。

トナカイの手がかり （The Reindeer Clue ）
あらすじ
クリスマスの2日前、動物園のトナカイの檻で男が殺されていた。そして、サンタクロースの8頭のトナカイの名前が書かれたプレートの、全ての名前に血が付けられていた。
エラリーは、実際に被害者が血を付けた名前は1頭だけであり、それに気付いて隠そうとした犯人が8頭全部の名前に血を付けたことを見抜き、その1頭の名前から犯人を導き出す。
備考
エドワード・D・ホックによる代作。マンフレッド・リーの死後、執筆意欲を失っていたフレデリック・ダネイが内容をチェックし、エラリー・クイーン名義で発表することを了承した。

三人の学生 （The Three Students ）
あらすじ
会員が作った謎を解きあうために作られたパズルクラブ。今夜はエラリーが解答者である。
大学教授の机から指輪が盗まれた。容疑者として、医学部の学生、法学部の学生、文学部の学生の3人が挙げられる。現場には犯人が偶然落としたメモが落ちており、意味不明な詩が書かれていた。「指輪を盗んだのは誰か？」というのが今夜の謎である。
会員たちは今度こそエラリーもお手上げだろうと意気込むが、エラリーはその詩が脳神経の名前を覚えるための暗記法であることを思い出す。

仲間はずれ （The Odd Man ）
あらすじ
会員が作った謎を解きあうために作られたパズルクラブ。今夜はエラリーが解答者である。
麻薬の密売組織のトップを追っていた捜査官が殺された。分かっているのは、その人物がチャンドラー(Chandler)、ケリー(Kerry)、フレッチャー(Fletcher)の3人の内の誰かであることと、その人物は「特異な男(odd man)」であることだった。「密売組織のトップは誰か？」というのが今夜の謎である。
エラリーは、3種類の解答があると言って他の会員を驚かせる。1つ目は、チャンドラーとフレッチャーは名前が2人とも8文字で er で終わるということ、2つ目は、チャンドラーとフレッチャーは有名な推理作家の姓であること、すなわちどちらも当てはまらないケリーこそが「特異な男」であった。
そしてエラリーは、元々出題者が考えていたのが2つめの解答であったことから、3つ目の解答は何か、と逆に問いかける。

正直な詐欺師 （The Honest Swindler ）
あらすじ
会員が作った謎を解きあうために作られたパズルクラブ。今夜はエラリーが解答者である。
しぶとくしたたかな探鉱者の老人が、「ウランを探すから出資して欲しい。もし何も見つからなくても5年後に元本は全額返す」という新聞広告を出した。5万ドルの投資が集まり、老人はウランを探し始めるが、5年経っても価値のあるものは何一つ見つけられなかった。にもかかわらず、老人は5万ドルを全額返済することができた。「老人はどうやって全額返済したのか？」というのが今夜の謎である。
そしてエラリーは、老人がどうやって資金を得たのかを即答する。
この短編は最後の「パズルクラブ」シリーズ作品に、そして最後のクィーン作品となった。

間違いの悲劇 （The Tragedy of Errors ）
あらすじ
往年の大女優モーナが寝室で死亡していた。手元には銃が転がっており、一見自殺に見えたが、モーナの左手にBB弾と呼ばれる金属球が握られていた。警察は、彼女と同居していたバック・バーンショウのイニシャルがBBであることから、バックが犯人であることを示すダイイング・メッセージであると考えて彼を逮捕する。
裁判が進み、バックの有罪はほぼ確実と思われた頃、バックの弁護士がエラリーを尋ねる。バックがエラリーを指名し、もう一度この事件を捜査して欲しいと依頼しているという。その依頼を受けてエラリーがモーナの寝室を捜索すると、彼女直筆の遺書が見つかった。遺書が見つかったため、彼女は自殺したという結論になりバックは無罪となる。
ところが釈放後にバックは、実は自分がモーナを殺して遺書を偽造したこと、モーナの本物の遺書には「自分を殺した者」が遺産を全額受け取ると書かれていたこと、一度無罪になった者は再び同じ罪に問われることは無いことを述べ、自分が遺産を受け取る権利があると言い始める。しかし弁護士は、そんな遺書は無効だし、偽造した証拠で無罪になったのだから裁判のやり直しになる可能性もあると言う。さらに、身内がいないと思われていたモーナだが、実はハーモンという夫がいることが判明し、彼が遺産を全て相続することになる。ショックを受けたバックは自殺してしまう。
事件はこれで解決したように思われたが、ふとしたきっかけで、ハーモンが遺産を半額しか持っていないことが判明する。エラリーは、モーナに遺書を書かせ、バックにモーナを殺させ、見返りにハーモンから遺産を半額受け取った一連の黒幕が裏にいると推理する。
備考
フレデリック・ダネイがマンフレッド・リーに送ったシノプシス。『心地よく秘密めいた場所』の次の長編作品となるはずだったが、リーの死去により小説化されなかった。
このシノプシスを小説化するという提案が東京創元社から有栖川有栖に持ちかけられたが、原作者の意図が不明な要素が多く、執筆が困難を極めた上、著作権に関するアメリカ側との交渉が難航したため立ち消えになった。

## 作品の評価
- 『本格ミステリベスト10』2007年版の海外部門において、東京創元社版（2006年）が2位に選出されている[4]。

## 特記事項
「動機」は、1963年に『アルフレッド・ヒッチコック・アワー』第43話「Terror in Northfield（ノースフィールドの恐怖）」として映像化されている（監督：ハーヴェイ・ハート ）。

## 日本語訳書
- 『間違いの悲劇』 飯城勇三訳、創元推理文庫、2006年 ISBN 978-4-48-810433-7